# Campionato mondiale giovanile di scherma 2017
Il Campionato mondiale juniores di scherma del 2017 ("2017 World Juniors Fencing Championships") è stato organizzato dalla Federazione internazionale della scherma e si è svolto a Plovdiv in Bulgaria dal 5 all'11 aprile.
Nel fioretto, si sono aggiudicati i titoli dei campionati mondiali l'Hongkonghese Cheung Ka Long, che ha battuto in finale il nipponico Toshiya Saitō, e la nipponica Komaki Kikuchi che ha avuto la meglio sull'italiana Serena Rossini.
Nella spada il russo Egor Guzhiev ha battuto in finale l'italiano Valerio Cuomo, ottenendo il titolo mondiale juniores maschile, mentre tra le donne la francese Aliya Bayram ha superato la statunitense Nixon.
Nella sciabola il russo Konstantin Lochanov prevale sul cinese Lu Yang, mentre la messicana Natalia Botello ha battuto la greca Theodora Gkountoura.
Nei campionati mondiali juniores a squadre maschili, la nazionale statunitense ha prevalso nella finale del fioretto contro il Giappone, mentre la compagine italiana ha vinto nella spada contro la formazione polacca, ed infine la nazionale russa ha avuto la meglio sulla compagine italiana nella sciabola.
Nei campionati mondiali juniores a squadre femminili, la nazionale polacca ha prevalso nella finale del fioretto contro gli Stati Uniti d'America, la Francia ha vinto nella spada contro la formazione italiana, ed infine la formazione russa ha avuto la meglio sulla compagine italiana nella sciabola.

## Podi

### Uomini
| Specialità  | Oro                                                                              | Argento                                                                        | Bronzo                                                                         |
| Individuali |                                                                                  |                                                                                |                                                                                |
| Fioretto    | Cheung Ka Long                                                                   | Toshiya Saitō                                                                  | Iskander Achmetov Guillaume Bianchi                                            |
| Spada       | Egor Guzhiev                                                                     | Valerio Cuomo                                                                  | Gergely Siklósi Cosimo Martini                                                 |
| Sciabola    | Konstantin Lochanov                                                              | Lu Yang                                                                        | Dario Cavaliere Karol Metryka                                                  |
| A squadre   |                                                                                  |                                                                                |                                                                                |
| Fioretto    | Stati Uniti Nick Itkin Samuel Moelis Sidarth Kumbla Geoffrey Tourette            | Giappone Kenta Suzumura Takahiro Shikine Toshiya Saitō Takuma Ito              | Russia Iskander Achmetov Grigorij Semenjuk Alexander Sirotkin Kirill Borodačëv |
| Spada       | Italia Valerio Cuomo Federico Vismara Cosimo Martini Gianpaolo Buzzacchino       | Polonia Maciej Bielec Wojciech Lubieniecki Damian Michalak Bartosz Staszulonek | Ungheria Tibor Andrásfi Máté Koch Patrik Esztergalyos Gergely Siklósi          |
| Sciabola    | Russia Konstantin Lochanov Anatolij Kostenko Andrej Gladkov Vladislav Pozdnjakov | Italia Dario Cavaliere Gherardo Caranti Leonardo Dreossi Matteo Neri           | Germania Frederic Kindler Luis Bonah Lorenz Kempf Raoul Bonah                  |

### Donne
| Specialità  | Oro                                                                        | Argento                                                                   | Bronzo                                                                      |
| Individuali |                                                                            |                                                                           |                                                                             |
| Fioretto    | Komaki Kikuchi                                                             | Serena Rossini                                                            | Iman Blow Ali Huang                                                         |
| Spada       | Aliya Luty                                                                 | Catherine Nixon                                                           | Federica Isola Xu Nuo                                                       |
| Sciabola    | Natalia Botello                                                            | Theodora Gkountoura                                                       | Ol'ga Nikitina Liza Pusztai                                                 |
| A squadre   |                                                                            |                                                                           |                                                                             |
| Fioretto    | Polonia Julia Chrzanowska Renata Tomczak Beata Zurowska Julia Walczyk      | Stati Uniti Elyssa Kleiner Sylvie Binder Sabrina Massialas Iman Blow      | Ungheria Janka Toth Flora Pasztor Kata Kondricz Csilla Kokai                |
| Spada       | Francia Océane Tahé Diane Von Kerssenbrock Aliya Luty Camille Nabeth       | Italia Alessandra Bozza Beatrice Cagnin Eleonora De Marchi Federica Isola | Stati Uniti Ariana Mangano Giana Vierheller Catherine Nixon Greta Candreva  |
| Sciabola    | Russia Evgenia Podpaskova Svetlana Sheveleva Sofia Lokhanova Olga Nikitina | Italia Eloisa Passaro Lucia Lucarini Chiara Crovari Michela Battiston     | Messico Natalia Botello Kin Escamilla Julieta Toledo Abigail Valdez Andrade |

## Medagliere
| Pos.   | Nazione     | Oro | Argento | Bronzo | Totale |
| ------ | ----------- | --- | ------- | ------ | ------ |
| 1      | Russia      | 4   | 0       | 3      | 7      |
| 2      | Francia     | 2   | 0       | 0      | 2      |
| 3      | Italia      | 1   | 5       | 4      | 10     |
| 4      | Stati Uniti | 1   | 2       | 3      | 6      |
| 5      | Giappone    | 1   | 2       | 0      | 3      |
| 6      | Polonia     | 1   | 1       | 0      | 2      |
| 7      | Messico     | 1   | 0       | 1      | 2      |
| 9      | Hong Kong   | 1   | 0       | 0      | 1      |
| 11     | Cina        | 0   | 1       | 2      | 3      |
| 12     | Grecia      | 0   | 1       | 0      | 1      |
| 13     | Ungheria    | 0   | 0       | 4      | 4      |
| 14     | Germania    | 0   | 0       | 1      | 1      |
| Totale | Totale      | 12  | 12      | 18     | 42     |